# Aloe dumetorum
Aloe dumetorum é uma espécie de liliopsida do gênero Aloe, pertencente à família Asphodelaceae.